# Myxosoma funduli
Myxosoma funduli är en djurart som tillhör fylumet Myxozoa, och. Myxosoma funduli ingår i släktet Myxosoma och familjen Myxosomatidae. Inga underarter finns listade i Catalogue of Life.